# Soldier Field
Soldier Field ou New Soldier Field (auparavant Municipal Grant Park Stadium) est un stade de football américain situé au 1410 South Museum Campus Drive, le long de Lake Shore Drive au bord du lac Michigan, dans le secteur de Near South Side à Chicago (Illinois, États-Unis). Il a été rouvert le 29 septembre 2003 après une reconstruction complète.
La franchise de football américain des Bears de Chicago, évoluant en National Football League (NFL) dans la division nord de la National Football Conference; sont les locataires principaux du stade depuis 1971.
L'équipe de football des Fire de Chicago évoluant en Major League Soccer (MLS) y rejoue depuis la saison 2020. Cette équipe y avait déjà joué entre 1998 et 2001 ainsi qu'entre 2003 et 2005. Elle avait ensuite déménagé au Toyota Park de 2006 à 2019. 
Sa capacité est de 61 500 places en configuration football américain dont 133 suites de luxe et 8 600 sièges de club. Le stade est entouré de parkings pouvant contenir 8 000 places.

## Histoire
Stade mythique des Bears de Chicago, Soldier Field était par le passé l'édifice le plus ancien dans la NFL. C'est en 2003 qu'il fut entièrement reconstruit.
Pour honorer les vétérans de la Première Guerre mondiale en 1919, des projets ont été élaborés pour bâtir un nouveau terrain et le chantier commença en 1922. L'ouverture du stade (à l'origine appelé Municipal Grant Park Stadium) s'est tenue le 9 octobre 1924. Moins d'un an après, le bâtiment a été renommé Soldier Field et il a été officiellement dédicacé le 27 novembre 1926. Le stade fut construit d'après les stades Grecs et Romains de l'antiquité. Le dispositif le plus distinctif du Soldier Field était la paire de vestibules à colonnes perchée parallèlement au stade le long des façades Est et Ouest. Chaque vestibule est constitué d'une double rangée de 32 colonnes.
L'enceinte a pu accueillir beaucoup d’évènements du football américain à la course de vélo. Quand Soldier Field fut finalement accompli il avait une capacité de 74 000 places disposées en forme de U. Des places additionnelles avait été ajoutées le long du terrain, des promenades supérieures et sur les largeurs, apportant la capacité à plus de 100 000 places. En 1939, l'extrémité nord avait été fermée avec l'addition du siège social de Chicago Park District. La plus grande affluence pour n'importe quel événement dans le stade était de 260 000 spectateurs, le 8 septembre 1954, lors du Marian Year Tribute.
Entre le début des années 1920 et les années 1970, les Bears de Chicago ont joué au Wrigley Field qui est aujourd'hui le stade des Cubs de Chicago évoluant en Ligues majeures de baseball. Après la saison NFL 1970, l'équipe a décidé de se déplacer au Soldier Field. C'est le 19 septembre 1971 que les Bears ont joué leurs premier match dans ce nouveau domicile. En conséquence de ce déménagement, la capacité fut réduite à 57 000 places afin d'amener les spectateurs plus près du terrain. Depuis 1971, beaucoup de rénovations ont eu lieu au stade. En 1978, la surface Astroturf a remplacé la pelouse naturelle et les zones de sièges ont été reconstruites. En 1982, la capacité fut augmentée à 66 030 places et de nouvelles suites de luxe (60), une press box, et un tableau d'affichage ont été également ajoutés. En 1988, la surface est redevenue de la pelouse naturelle et 56 suites de luxe furent installées (total de 116).
En 1994, Soldier Field organisa quelques matchs de la Coupe du monde de football 1994 et la capacité du stade fut élevée à 66 944 places.
Durant l'année 2000, les Bears ont annoncé que le stade serait complètement rénové et agrandi en tant qu'élément du projet Chicago’s Lakefront Improvement Plan. Le 19 janvier 2002, le légendaire et vétuste Soldier Field fut démoli pour laisser place à une nouvelle enceinte plus moderne, le New Soldier Field.

### New Soldier Field

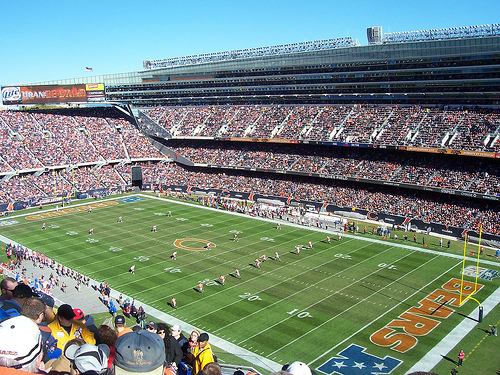
Le stade en 2006.

Aujourd'hui le New Soldier Field, qui fut inauguré en septembre 2003, conserve une partie du bâtiment original tout en fournissant un stade moderne aux supporters des Bears de Chicago.
Les Bears ont commencé à désirer un nouveau domicile vers la fin des années 1990 quand des stades modernes étaient en chantier dans les autres villes du pays. Les Bears ont voulu garder la tradition de jouer au football dans le mythique Soldier Field, qui était le plus ancien stade de la NFL. Plusieurs options avaient été proposées sur le site de construction, mais les Bears ont refusé de se déplacer. L'équipe a donc décidé de bâtir une nouvelle enceinte sur le même emplacement, par-dessus l'ancien terrain. En raison de la présence historique de la franchise à Chicago, il fut programmé de laisser les vestibules historiques pour lesquels le stade est le plus connu et le reste serait complètement démoli afin d'être remplacé par un nouveau terrain ultra-moderne construit à l'intérieur de la coquille extérieure.

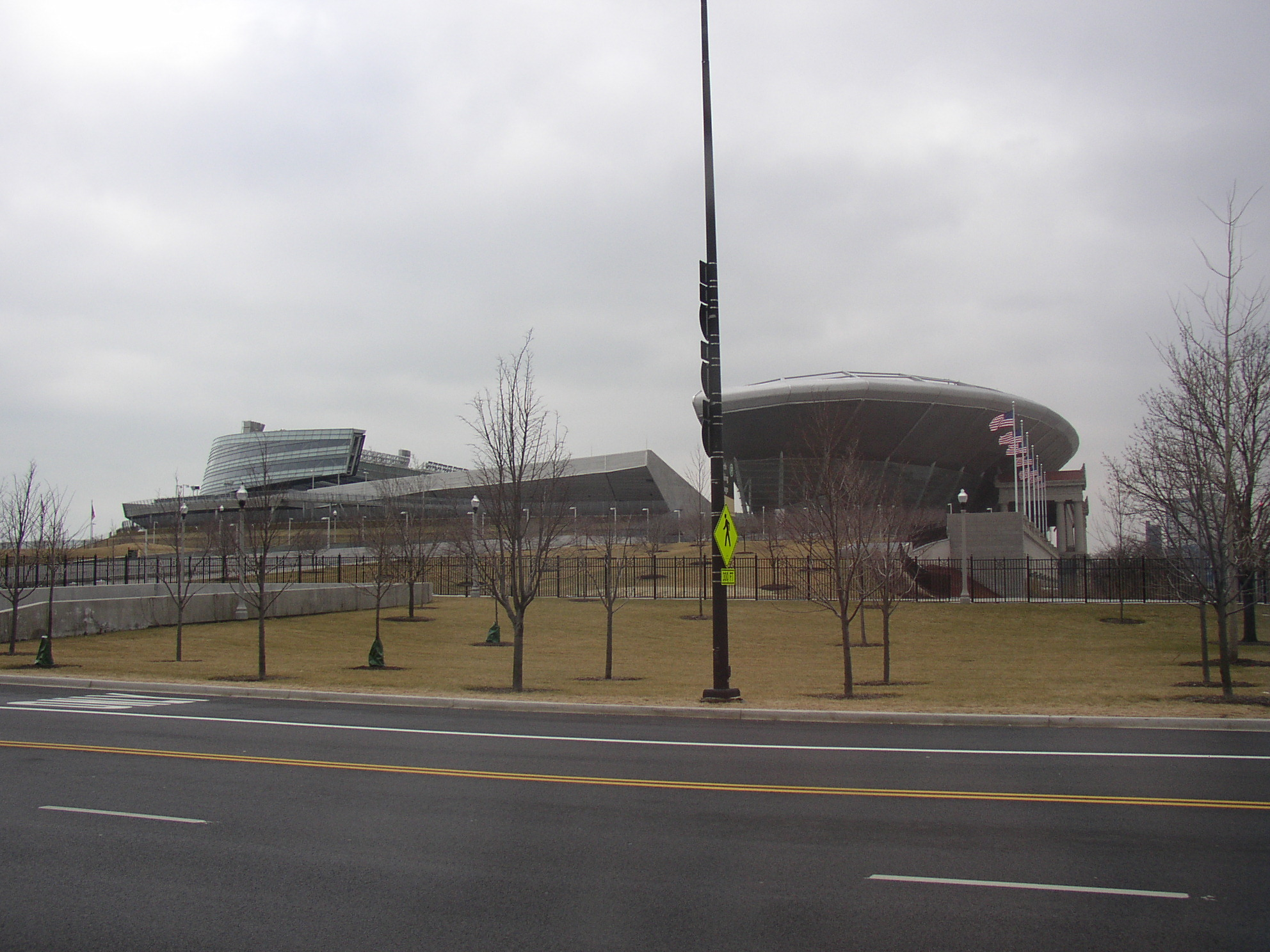
Le nouveau Soldier Field

Pendant que le New Soldier Field était en chantier, les Bears de Chicago avaient dû jouer la saison NFL 2002 au Memorial Stadium qui est le domicile des Illinois Fighting Illini de l'Université de l'Illinois à Urbana-Champaign à Champaign. C'est à la fin de la saison NFL 2001, le 19 janvier 2002, que l'ancienne partie du stade est démolie et que la construction du nouveau stade a commencé (il continuera à porter le nom de Soldier Field).
Les Bears de Chicago ont joué leur premier match au Soldier Field II le 29 septembre 2003.
Le coût total du projet de reconstruction s'éleva à 587 millions de dollars, dont 365 millions de dollars pour le stade, 75 millions $ pour le parc de stationnement souterrain, et 147 millions de dollars pour les infrastructures connexes telles que les parkings extérieurs, 19 hectares supplémentaires d'espaces verts, l'amélioration des voies de circulation, et d'autres frais.
Il possède 61 500 sièges bleus répartis dans plusieurs rangées, des meilleurs angles de vision, des halls agrandis, deux écrans vidéos géants (27 mètres sur 7 mètres), 8 600 sièges de club, et 133 suites de luxe. Afin de préserver le côté historique de l'édifice, les vestibules classiques sont restés intacts comme monument du passé glorieux et une sculpture en granit de 76 mètres sert toujours de mémorial aux hommes et aux femmes qui ont servi dans les forces armées. Les spectateurs peuvent également marcher parmi les colonnes dans le vestibule.
Avec l'actuelle capacité de 61 500 places, Soldier Field est le plus petit stade de la NFL depuis que les Colts d'Indianapolis jouent dans leur nouveau stade, le Lucas Oil Stadium en 2008.

## Événements
- Match de football américain de NCAA, Army-Vavy de 1926 (110 000 spectateurs) ;
- Finale de conférence NFC en football américain, 1986, 1988 et 2006 ;
- Match de phase finale de NFL dénommé Fog Bowl (en) entre Philadelphie et Chicago, le 31 décembre 1988 ;
- Maths de football américain dénommé Chicago Charities College All-Star Game (en) (sélection NFL contre seniors NCAA), 1934–1942, 1945–1976 ;
- Match de boxe « Long Count Fight » (Jack Dempsey contre Gene Tunney), le 22 septembre 1927 ;
- Matchs de la Copa América Centenario (football), en juin 2016 ;
- Matchs de la Coupe du monde de football 1994 ;
- Matchs de la Gold Cup 2007 (football) ;
- Test match de rugby à XV, Irlande/All Black le 5 novembre 2016[1] et Irlande/Italie le 3 novembre 2018[2] ;
- Série des stades de la LNH 2014 (hockey sur glace) ;
- Concert de Madonna (Who's That Girl Tour), le 31 juillet 1987 ;
- Concert de Grateful Dead, le 9 juillet 1995 ;
- Concerts de U2, les 27, 28 et 29 juin 1997 et les 12 et 13 septembre 2009 ;
- Concert de Bruce Springsteen, le 9 août 1985 ;
- Concert de Bon Jovi, le 21 juillet 2006 ;
- Concerts de Beyoncé lors du The Formation World Tour des 27 et 28 mai 2016,  du Renaissance World Tour des 22 et 23 juillet 2023 et du Cowboy Carter Tour des 15, 17 et 18 mai 2025[3] ;
- Concert de Guns N' Roses (Not in This Lifetime... Tour), le 1er juillet 2016[4] ;
- Concerts du groupe BTS, les 12 et 13 mai 2019[5] ;
- Concerts du groupe The Rolling Stones, les 21 et 25 mai 2019[6] ;
- Concerts de Taylor Swift (The Eras Tour), les 2, 3 et juin 2023 ;
- Concerts de AC/DC (Power Up Tour), le 24 mai 2025 ;
- Concert de The Weeknd (The After Hours Til Dawn Tour), le 30 mai 2025.

## Galerie

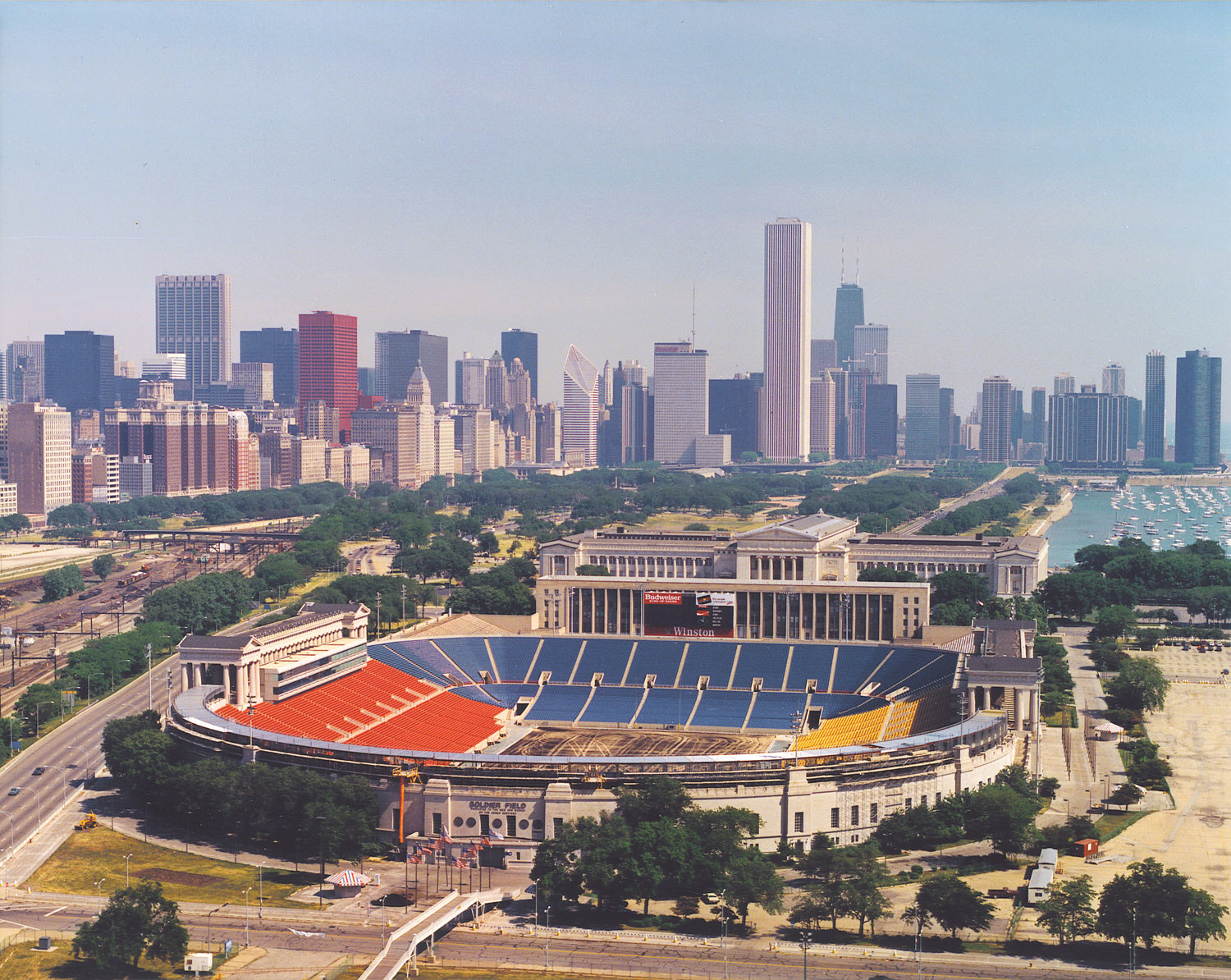
L'ancien stade (1988)
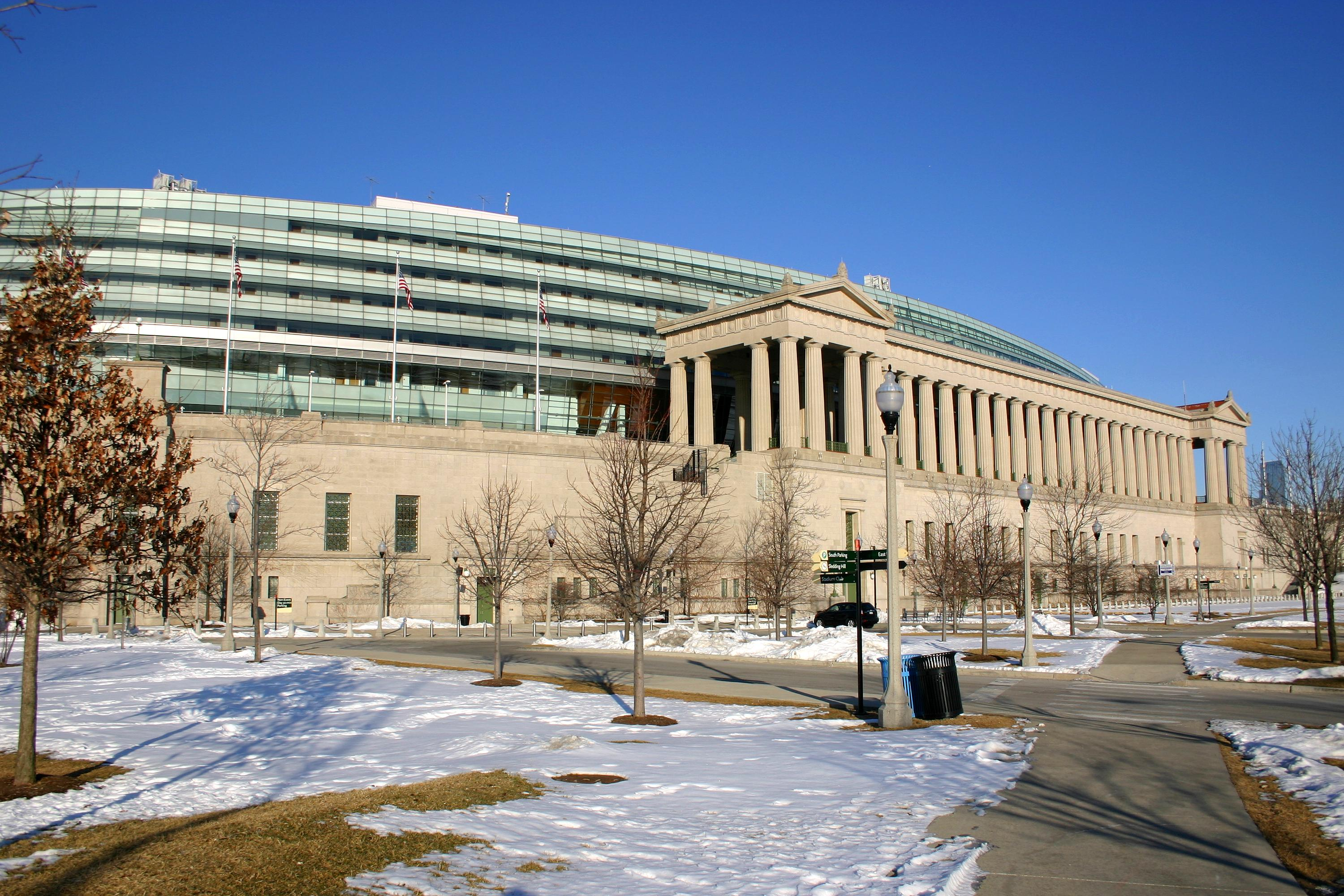
Façade du Soldier Field
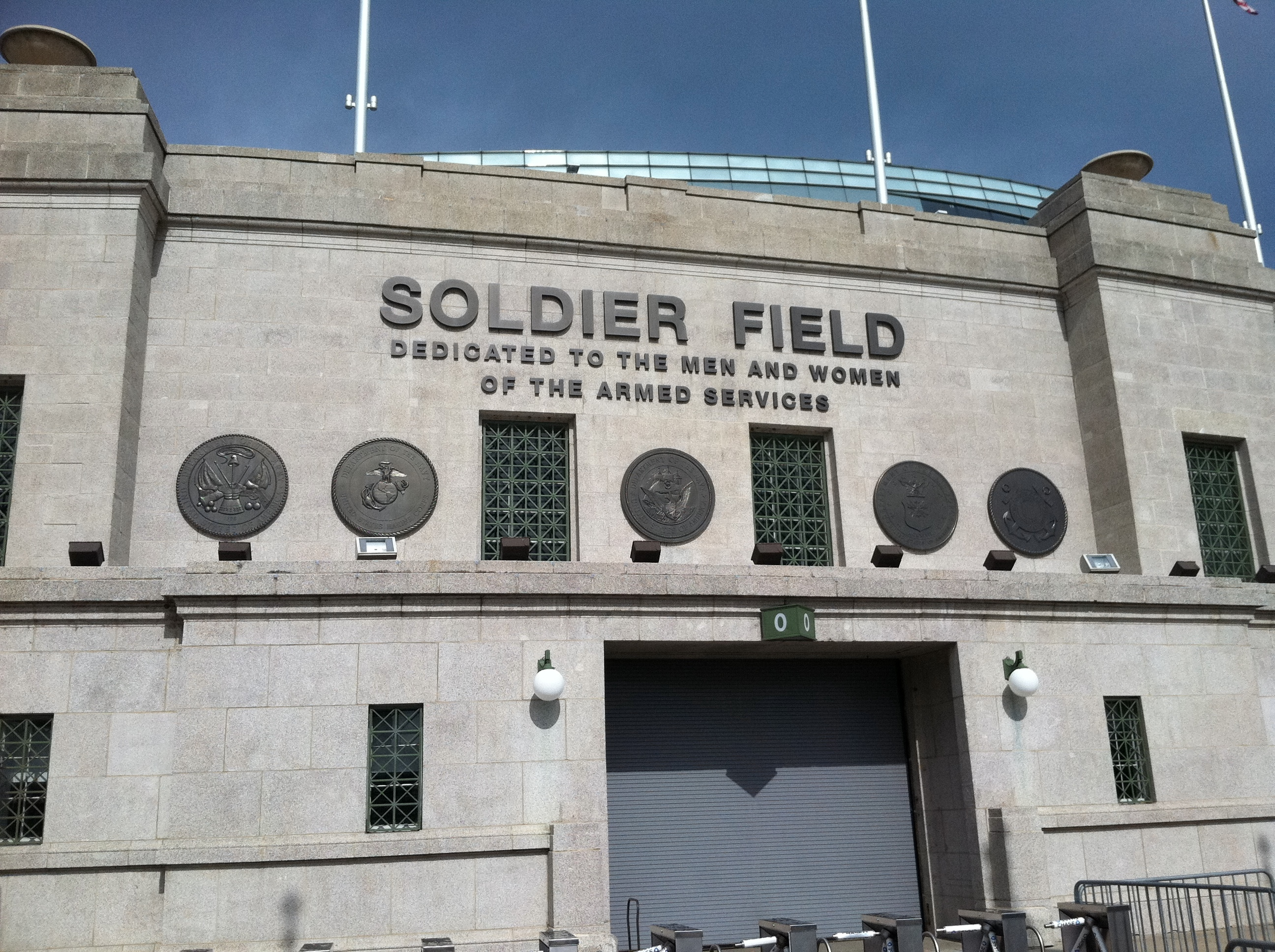
Façade du Soldier Field
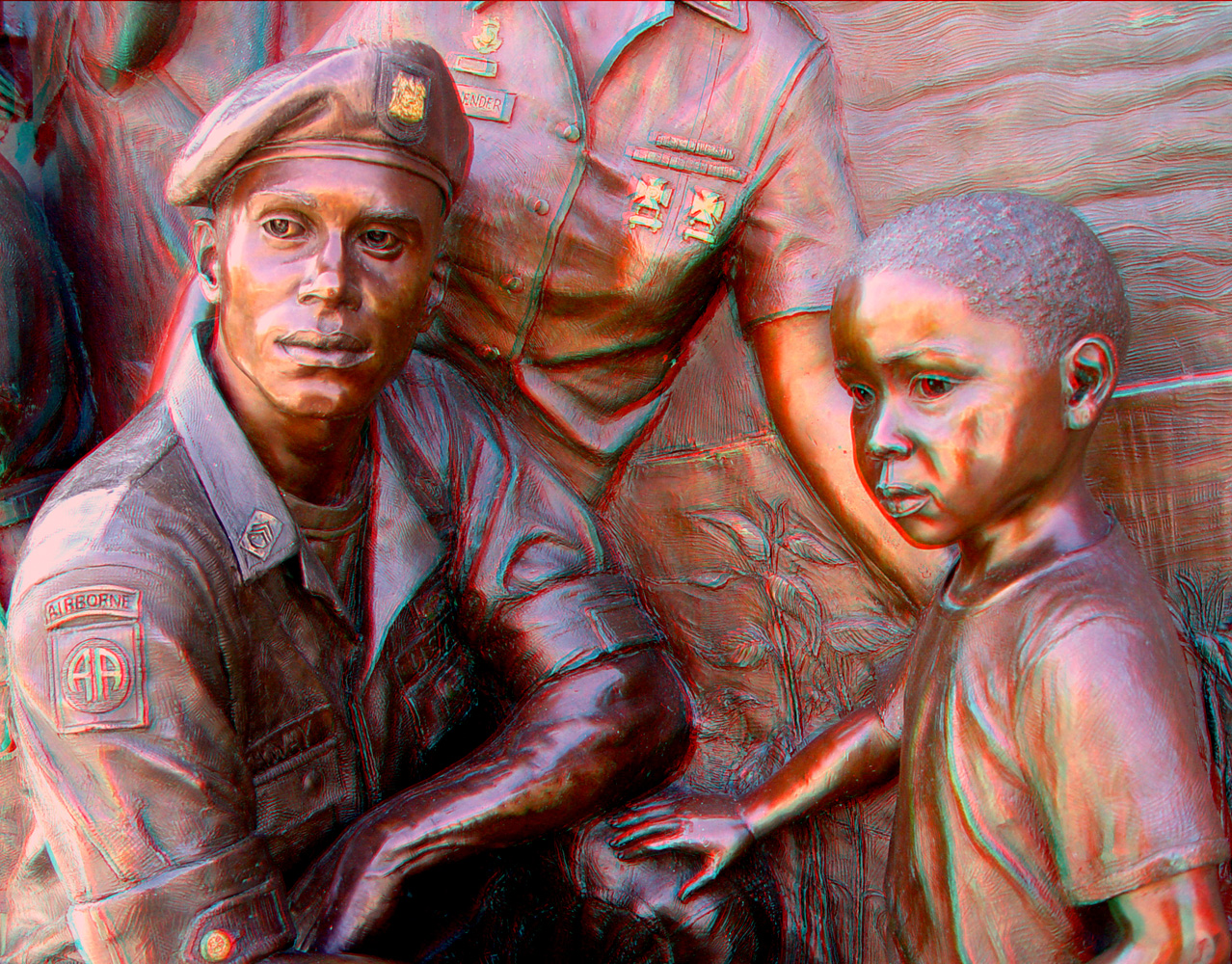
Statue du Memorial
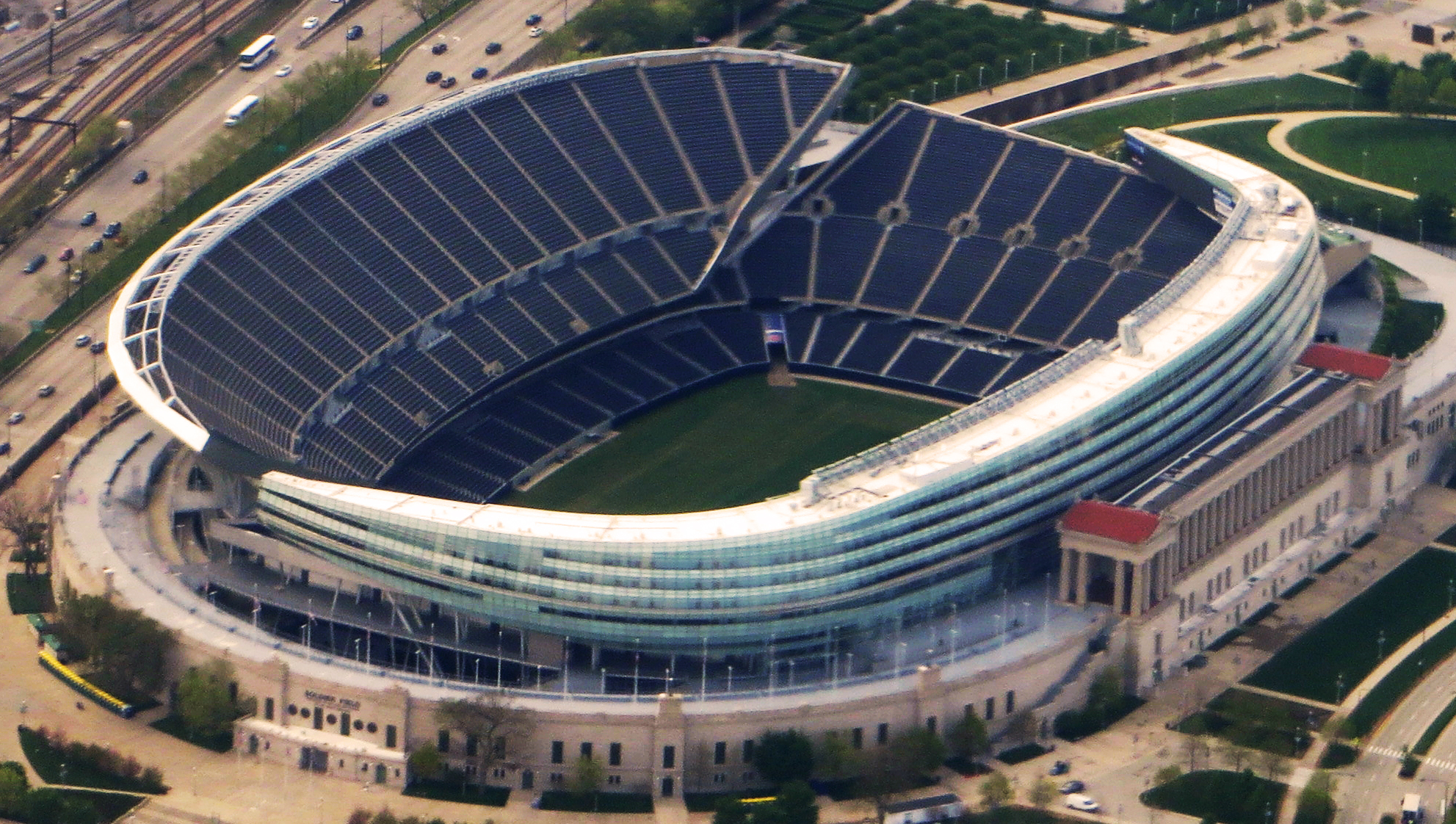
Vue aérienne
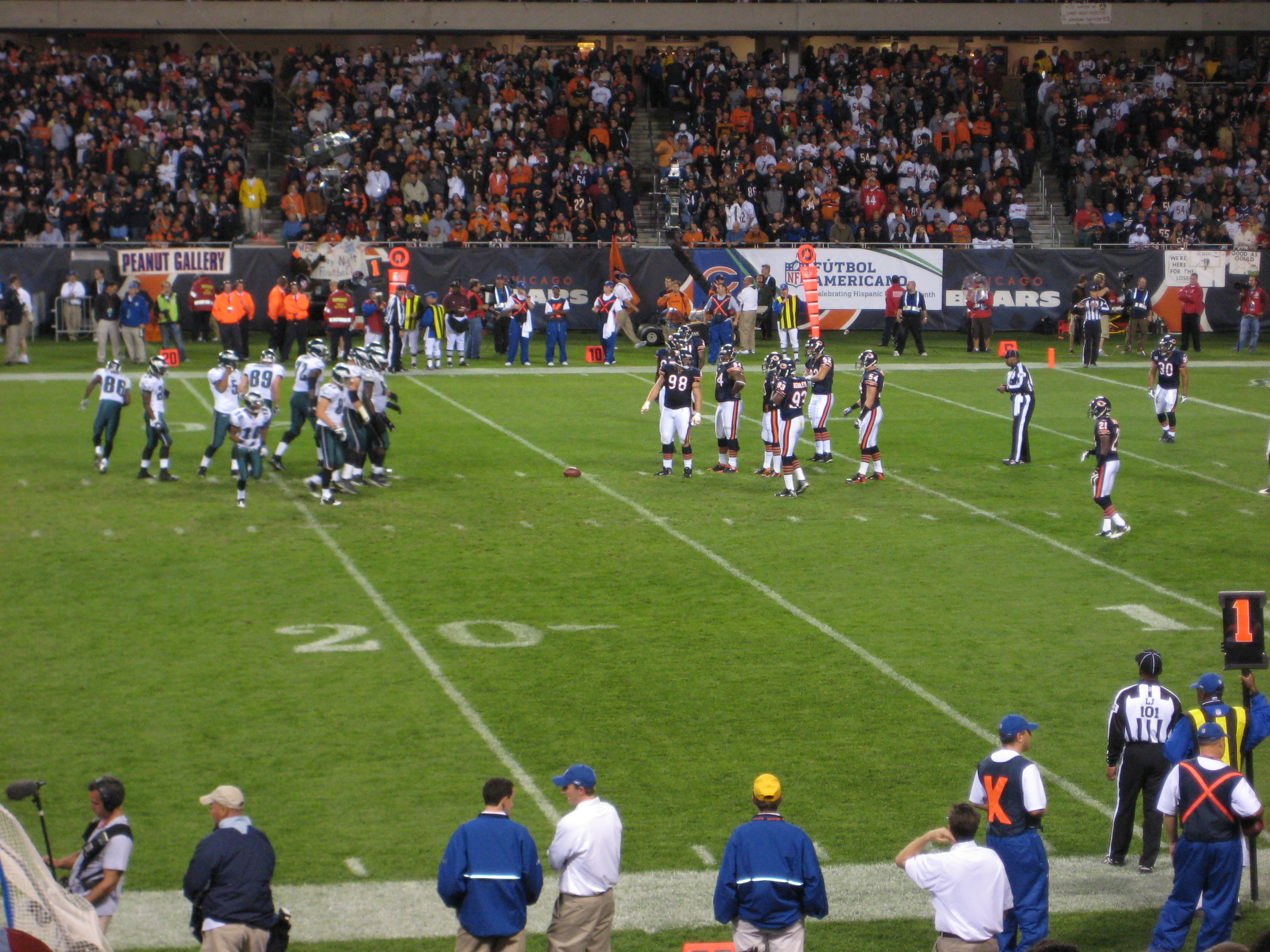
Bears vs Eagles en 2008
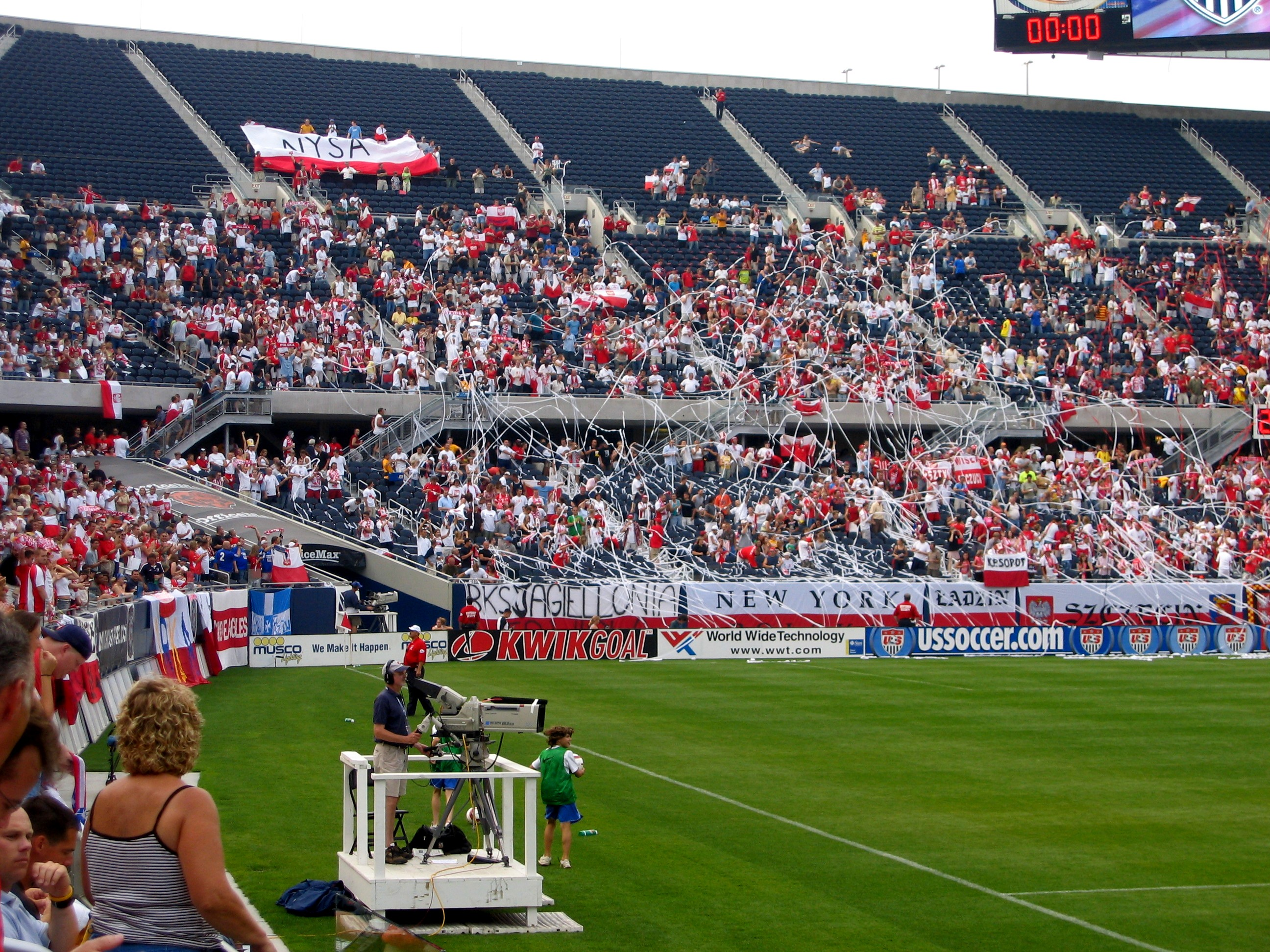
États-Unis contre Pologne en 2004
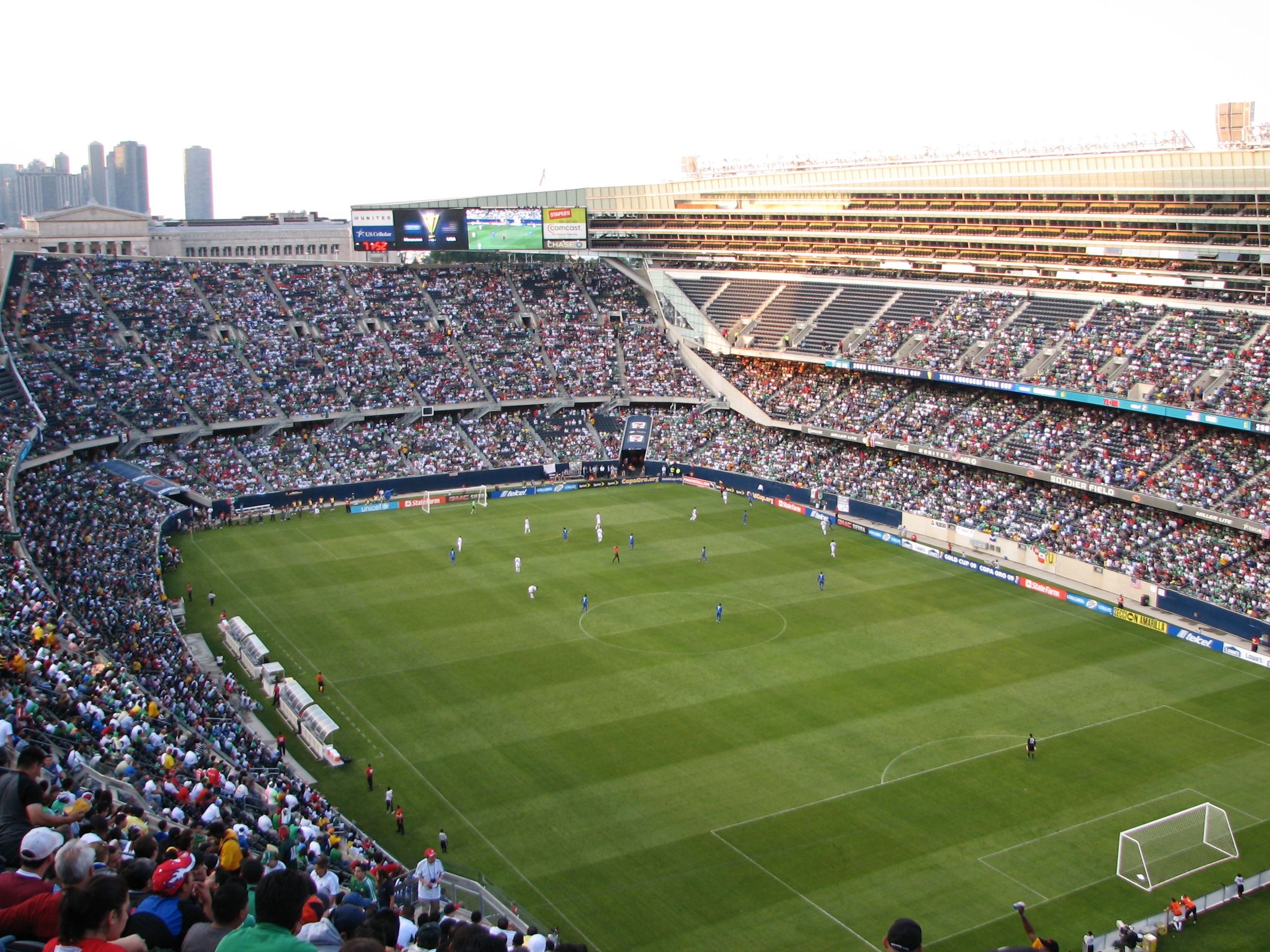
États-Unis contre Honduras